# 1966-os labdarúgó-világbajnokság-selejtező (CONMEBOL)
Az 1966-os labdarúgó-világbajnokság selejtezőjének CONMEBOL-zónájában összesen 9 nemzet harcolhatta ki a világbajnoki részvételt, mivel Brazília címvédőként automatikusan kijutott a tornára. A 9 csapatot 3 darab három tagú csoportba osztották, ahol oda-visszavágós rendszerben, hazai pályán és idegenben egyaránt megmérkőztek egymással. A három csoportgyőztes kijutott az 1966-os világbajnokságra.

## Csoportkör

### 1. csoport
| Hely. | Csapat    | M | Gy | D | V | G+ | G– | Gk  | P | Továbbjutás                          |     | Uruguay | Peru | Venezuela |
| ----- | --------- | - | -- | - | - | -- | -- | --- | - | ------------------------------------ | --- | ------- | ---- | --------- |
| 1.    | Uruguay   | 4 | 4  | 0 | 0 | 11 | 2  | +9  | 8 | Kijutott az 1966-os világbajnokságra |     | —       | 2–1  | 5–0       |
| 2.    | Peru      | 4 | 2  | 0 | 2 | 8  | 6  | +2  | 4 |                                      |     | 0–1     | —    | 1–0       |
| 3.    | Venezuela | 4 | 0  | 0 | 4 | 4  | 15 | −11 | 0 |                                      | 1–3 | 3–6     | —    |           |

| 1965. május 16. |

| Peru                   | 1 – 0       | Venezuela |
| ---------------------- | ----------- | --------- |
| Zegarra 37' (11-esből) | Jegyzőkönyv |           |

| Lima, Peru Nézőszám: 43 990 Játékvezető: Reginato (chilei) |

| 1965. május 23. |

| Uruguay                                 | 5 – 0       | Venezuela |
| --------------------------------------- | ----------- | --------- |
| Rocha 18' Silva 23' 52' 69' Meneses 61' | Jegyzőkönyv |           |

| Montevideo, Uruguay Nézőszám: 16 439 Játékvezető: Dimas Larrosa (paraguayi) |

| 1965. május 30. |

| Venezuela     | 1 – 3       | Uruguay                      |
| ------------- | ----------- | ---------------------------- |
| Tortolero 40' | Jegyzőkönyv | Rocha 10' 47' Urruzmendi 88' |

| Caracas, Venezuela Nézőszám: 12 649 Játékvezető: Goicoechea (argentin) |

| 1965. június 2. |

| Venezuela                       | 3 – 6       | Peru                                         |
| ------------------------------- | ----------- | -------------------------------------------- |
| Santana 32' Ravelo 46' Elie 89' | Jegyzőkönyv | Mosquera 11' León 44' 60' 68' Zavala 40' 81' |

| Caracas, Venezuela Nézőszám: 6245 Játékvezető: José Antonio Sundheim (kolumbiai) |

| 1965. június 6. |

| Peru | 0 – 1       | Uruguay        |
| ---- | ----------- | -------------- |
|      | Jegyzőkönyv | Urruzmendi 77' |

| Lima, Peru Nézőszám: 44 033 Játékvezető: Claudio Vicuña (chilei) |

| 1965. június 13. |

| Uruguay             | 2 – 1       | Peru     |
| ------------------- | ----------- | -------- |
| Silva 20' Rocha 62' | Jegyzőkönyv | Uribe 2' |

| Montevideo, Uruguay Nézőszám: 58 413 Játékvezető: Armando Marques (brazil) |

### 2. csoport
| Hely. | Csapat   | M | Gy | D | V | G+ | G– | Gk | P | PO           |  | Chile | Ecuador | Kolumbia |
| ----- | -------- | - | -- | - | - | -- | -- | -- | - | ------------ |  | ----- | ------- | -------- |
| 1.    | Chile    | 4 | 2  | 1 | 1 | 12 | 7  | +5 | 5 | Pótselejtező |  | —     | 3–1     | 7–2      |
| 2.    | Ecuador  | 4 | 2  | 1 | 1 | 6  | 5  | +1 | 5 | Pótselejtező |  | 2–2   | —       | 2–0      |
| 3.    | Kolumbia | 4 | 1  | 0 | 3 | 4  | 10 | −6 | 2 |              |  | 2–0   | 0–1     | —        |

| 1965. július 20. |

| Kolumbia | 0 – 1       | Ecuador   |
| -------- | ----------- | --------- |
|          | Jegyzőkönyv | Muñoz 18' |

| Barranquilla, Kolumbia Nézőszám: 10 175 Játékvezető: Montes (perui) |

| 1965. július 25. |

| Ecuador          | 2 – 0       | Kolumbia |
| ---------------- | ----------- | -------- |
| Raymondi 56' 77' | Jegyzőkönyv |          |

| Guayaquil, Ecuador Nézőszám: 48 457 Játékvezető: Spinetto (argentin) |

| 1965. augusztus 1. |

| Chile                                                              | 7 – 2       | Kolumbia        |
| ------------------------------------------------------------------ | ----------- | --------------- |
| Sánchez 11' Méndez 15' 70' Fouilloux 25' 65' Campos 42' Prieto 58' | Jegyzőkönyv | Segrera 82' 88' |

| Santiago, Chile Nézőszám: 71 152 Játékvezető: Montes (perui) |

| 1965. augusztus 7. |

| Kolumbia                | 2 – 0       | Chile |
| ----------------------- | ----------- | ----- |
| Rada 71' (11-esből) 87' | Jegyzőkönyv |       |

| Barranquilla, Kolumbia Nézőszám: 4401 Játékvezető: Rica (venezuelai) |

| 1965. augusztus 15. |

| Ecuador                  | 2 – 2       | Chile                 |
| ------------------------ | ----------- | --------------------- |
| Spencer 15' Raymondi 84' | Jegyzőkönyv | Campos 39' Prieto 57' |

| Guayaquil, Ecuador Nézőszám: 50 041 Játékvezető: Queiroz (brazil) |

| 1965. augusztus 22. |

| Chile                                           | 3 – 1       | Ecuador     |
| ----------------------------------------------- | ----------- | ----------- |
| Sánchez 10' (11-esből) Marcos 62' Fouilloux 78' | Jegyzőkönyv | Spencer 36' |

| Santiago, Chile Nézőszám: 73 102 Játékvezető: Codesal (uruguayi) |

#### Pótselejtező
Chile és Ecuador azonos pontszámmal végzett és semleges helyszínen rendezett pótselejtező döntött a világbajnoki részvételről.
| 1965. október 12. |

| Chile                  | 2 – 1       | Ecuador   |
| ---------------------- | ----------- | --------- |
| Sánchez 16' Marcos 40' | Jegyzőkönyv | Gómez 89' |

| Estadio Nacional, Lima (Peru) Nézőszám: 44 864 Játékvezető: Goicoechea (argentin) |

### 3. csoport
| Hely. | Csapat    | M | Gy | D | V | G+ | G– | Gk | P | Továbbjutás                          |     | Argentína | Paraguay | Bolívia |
| ----- | --------- | - | -- | - | - | -- | -- | -- | - | ------------------------------------ | --- | --------- | -------- | ------- |
| 1.    | Argentína | 4 | 3  | 1 | 0 | 9  | 2  | +7 | 7 | Kijutott az 1966-os világbajnokságra |     | —         | 3–0      | 4–1     |
| 2.    | Paraguay  | 4 | 1  | 1 | 2 | 3  | 5  | −2 | 3 |                                      |     | 0–0       | —        | 2–0     |
| 3.    | Bolívia   | 4 | 1  | 0 | 3 | 4  | 9  | −5 | 2 |                                      | 1–2 | 2–1       | —        |         |

| 1965. július 25. |

| Paraguay                | 2 – 0       | Bolívia |
| ----------------------- | ----------- | ------- |
| Rodríguez 24' Rojas 73' | Jegyzőkönyv |         |

| Asunción, Paraguay Nézőszám: 18 398 Játékvezető: Sundheim (kolumbiai) |

| 1965. augusztus 1. |

| Argentína                                 | 3 – 0       | Paraguay |
| ----------------------------------------- | ----------- | -------- |
| González 15' (öngól) Onega 26' Artime 35' | Jegyzőkönyv |          |

| Buenos Aires, Argentína Nézőszám: 63 817 Játékvezető: Albergati (uruguayi) |

| 1965. augusztus 8. |

| Paraguay | 0 – 0       | Argentína |
| -------- | ----------- | --------- |
|          | Jegyzőkönyv |           |

| Asunción, Paraguay Nézőszám: 20 763 Játékvezető: Viug (brazil) |

| 1965. augusztus 17. |

| Argentína                              | 4 – 1       | Bolívia    |
| -------------------------------------- | ----------- | ---------- |
| Bernao 3' 56' Onega 24' (11-esből) 25' | Jegyzőkönyv | Vargas 55' |

| Buenos Aires, Argentína Nézőszám: 56 173 Játékvezető: Marino (uruguayi) |

| 1965. augusztus 22. |

| Bolívia                  | 2 – 1       | Paraguay |
| ------------------------ | ----------- | -------- |
| Quevedo 29' Castillo 75' | Jegyzőkönyv | Mora 30' |

| La Paz, Bolívia Nézőszám: 7000 Játékvezető: Rendón (ecuadori) |

| 1965. augusztus 29. |

| Bolívia                   | 1 – 2       | Argentína  |
| ------------------------- | ----------- | ---------- |
| Ramos Delgado 35' (öngól) | Jegyzőkönyv | Artime 31' |

| La Paz, Bolívia Nézőszám: 9690 Játékvezető: Rivero (perui) |

## Kijutott csapatok
Az alábbi négy csapat jutott ki a CONMEBOL-zónából az 1966-os labdarúgó-világbajnokságra.
| Csapat    | Kijutás             | Kijutás dátuma      | Korábbi részvételek a világbajnokságon1               |
| --------- | ------------------- | ------------------- | ----------------------------------------------------- |
| Brazília  | Címvédő             | 1962. június 17.    | 7 (összes) (1930, 1934, 1938, 1950, 1954, 1958, 1962) |
| Uruguay   | 1. csoport győztese | 1965. augusztus 31. | 4 (1930, 1950, 1954, 1962)                            |
| Chile     | 2. csoport győztese | 1965. október 12.   | 3 (1930, 1950, 1962)                                  |
| Argentína | 3. csoport győztese | 1965. augusztus 29. | 4 (1930, 1934, 1958, 1962)                            |

1 Félkövérrel az adott év világbajnokai vannak jelölve. Dőlt betűvel az adott év rendezői kerültek feltüntetésre.